# هوکوسائی ۱۲۶۱۴
سیارک ۱۲۶۱۴ (به انگلیسی: 12614 Hokusai، نامگذاری:4119P-L) دوازده هزار و ششصد و چهاردهمین سیارک کشف شده‌است که در ۲۴ سپتامبر ۱۹۶۰ کشف شد.